# Bevelhebber der Landstrijdkrachten
Bevelhebber der Landstrijdkrachten (BLS) was van 1954 tot september 2005 de hoogste operationele functie binnen de Koninklijke Landmacht in Nederland. De functie werd bekleed door een luitenant-generaal. De BLS stond rechtstreeks onder de minister van Defensie. Met de chef-Defensiestaf, hoewel die formeel de hoogste militaire adviseur van de minister was en nog één rang hoger, bestond geen hiërarchische relatie. De Bevelhebber der Landstrijdkrachten gaf op het einde van het bestaan van deze functie leiding aan: 
- de commandant Operationeel Commando,
- de commandant Personeelscommando en
- de commandant Opleidings- en Trainingscommando en
- de Landmachtstaf.

## Geschiedenis
Vóór de Tweede Wereldoorlog kende de landmacht geen eenhoofdig bevel. De commandanten van het veldleger, belangrijke stellingen en militaire afdelingen waren nevengeschikt. 
Na de oorlog kreeg de toenmalige chef Generale Staf – de generaal H.J. Kruls – ook de hoogste bevelsbevoegdheid over de landmacht in vredestijd. In 1954 werd daarnaast de functie bevelhebber der Landstrijdkrachten (BLS) in het leven geroepen, welke verantwoordelijk was voor de aansturing van de Koninklijke Landmacht in oorlogstijd. Beide functies werden door dezelfde persoon bekleed: de CGS/BLS was dus een dubbelfunctie.
Vanaf 5 september 2005 is de functie 'chef Defensiestaf' (CDS) omgevormd tot de functie commandant der Strijdkrachten (CDS), waarmee een eenhoofdige leiding van de krijgsmacht tot stand is gebracht. De functie 'bevelhebber der Landstrijdkrachten' is daarmee vervallen. De functie van hoogste commandant van de Koninklijke Landmacht heet sindsdien 'commandant Landstrijdkrachten'.
Luitenant-generaal M.L.M Urlings was de laatste bevelhebber der Landstrijdkrachten.

## Lijst van bevelhebbers der Landstrijdkrachten
- 1954 - 1957 Generaal B.R.P.F. Hasselman
- 1957 - 1962 Luitenant-generaal G.J. Le Fèvre de Montigny
- 1962 - 1963 Luitenant-generaal A.V. van den Wall Bake
- 1964 - 1968 Luitenant-generaal F. van der Veen
- 1968 - 1971 Luitenant-generaal W. van Rijn
- 1972 - 1973 Luitenant-generaal G. IJsselstein
- 1973 - 1977 Luitenant-generaal J.E. van der Slikke
- 1977 - 1980 Luitenant-generaal der Artillerie C. de Jager
- 1980 - 1985 Luitenant-generaal der Infanterie J.G. Roos
- 1985 - 1988 Luitenant-generaal der Genie P.J. Graaff
- 1988 - 1992 Luitenant-generaal der Genie M.J. Wilmink
- 1992 - 1996 Luitenant-generaal der Artillerie H.A. Couzy
- 1996 - 2001 Luitenant-generaal der Genie M. Schouten
- 2001 - 2002 Luitenant-generaal der Artillerie A.P.P.M. van Baal
- 2002 - 2005 Luitenant-generaal der Genie M.L.M Urlings

- zie verder Commandant Landstrijdkrachten